# دانيال مارتن كلاين
دانيال مارتن كلاين (بالإنجليزية: Daniel Martin Klein)‏ (1939)؛ روائي أمريكي.